# سیارک ۱۴۹۶۸
سیارک ۱۴۹۶۸ (به انگلیسی: 14968 Kubacek، نامگذاری:1997QG) چهارده هزار و نهصد و شصت و هشتمین سیارک کشف شده‌است که در ۲۳ اوت ۱۹۹۷ کشف شد.